# Kulu, Konya
Kulu là một huyện thuộc tỉnh Konya, Thổ Nhĩ Kỳ. Huyện có diện tích 1609 km² và dân số thời điểm năm 2007 là 46366 người, mật độ 29 người/km².